# Kostel Panny Marie (Kolín nad Rýnem)
Kostel Panny Marie je jedním ze dvanácti románských kostelů v německém Kolíně nad Rýnem.

## Dějiny
Kostel Panny Marie je nejmenší ze dvanácti románských kostelů v Kolíně. Byl založen roku 948, současná stavba je z let 1210–1220, s několika pozdějšími přístavbami v gotickém slohu. Svrchní části západního průčelí byly přestavěny v 19. století. Kostel je trojlodní bazilika, po obou stranách kněžiště jsou věže, z nichž jen jedna byla postavena do plné výšky, a na východní straně je apsida. Za válek byl jen mírně poškozen.
Kostel má sochařský románský portál  a cyklus nástropních maleb ze 13. století. Malby, objevené v 19. století, jsou v Kolíně nad Rýnem jedinečné a zobrazují příběhy ze Starého a Nového zákona. V kostele je "Schiffermadonna" (Lodnická Madona), dřevěná socha z roku 1420.  Triptych od Joose van Cleve, s centrálním panelem Oplakávání, byl prodán v roce 1812; o několik let později byl nahrazen kopií od Benedikta Beckenkampa, která je v kostele dodnes.

## Galerie

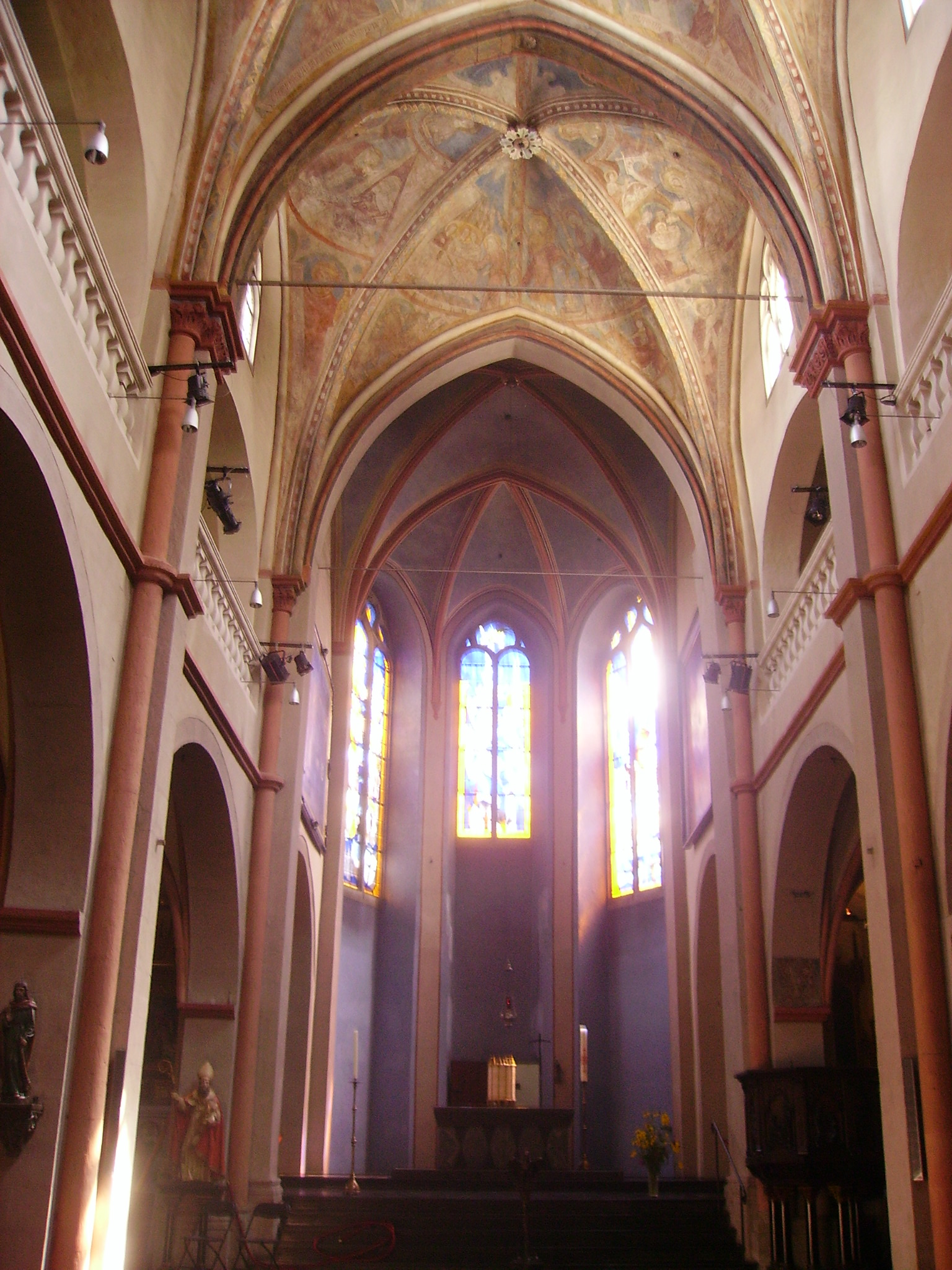
Interiér kostela
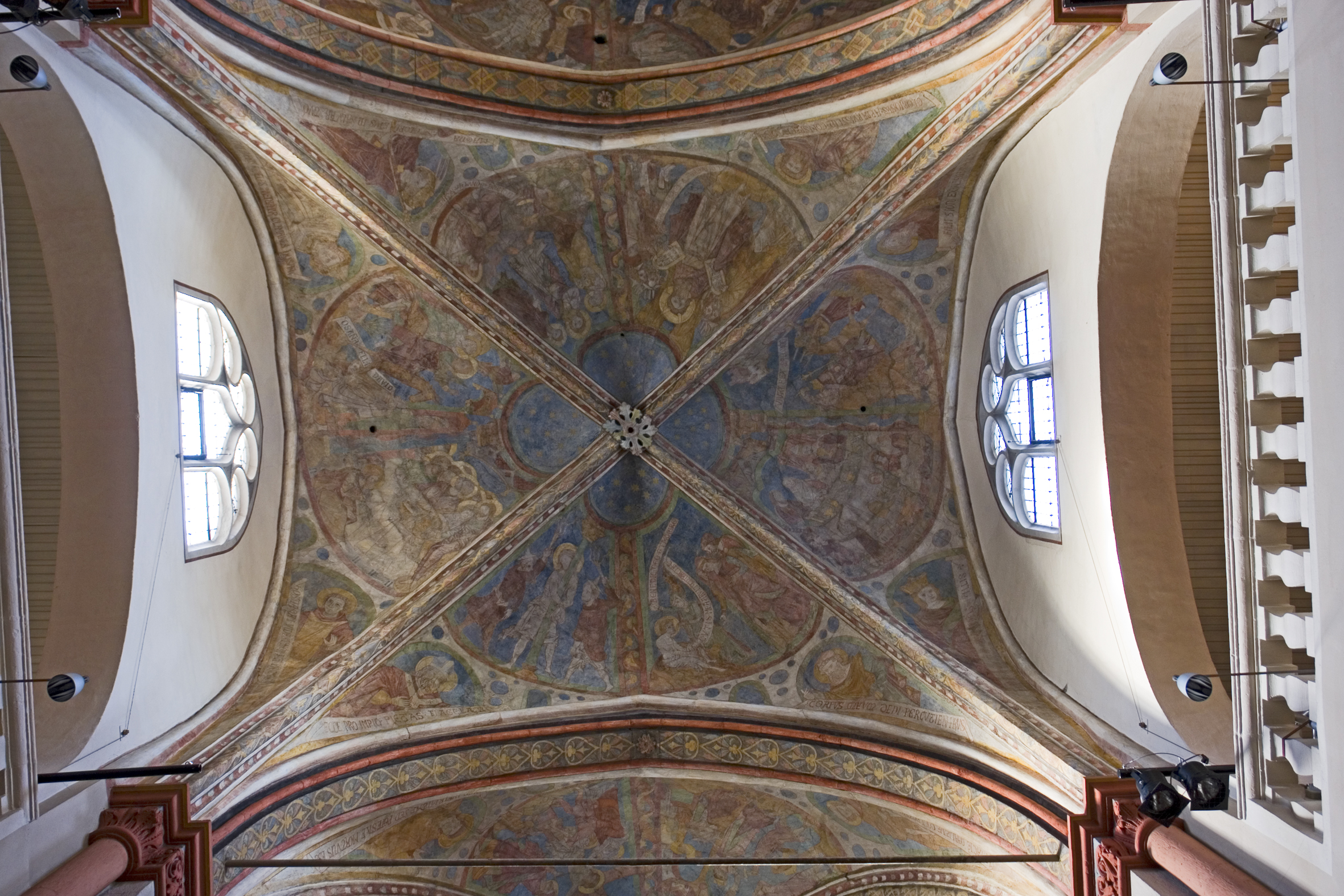
Malby na stropě
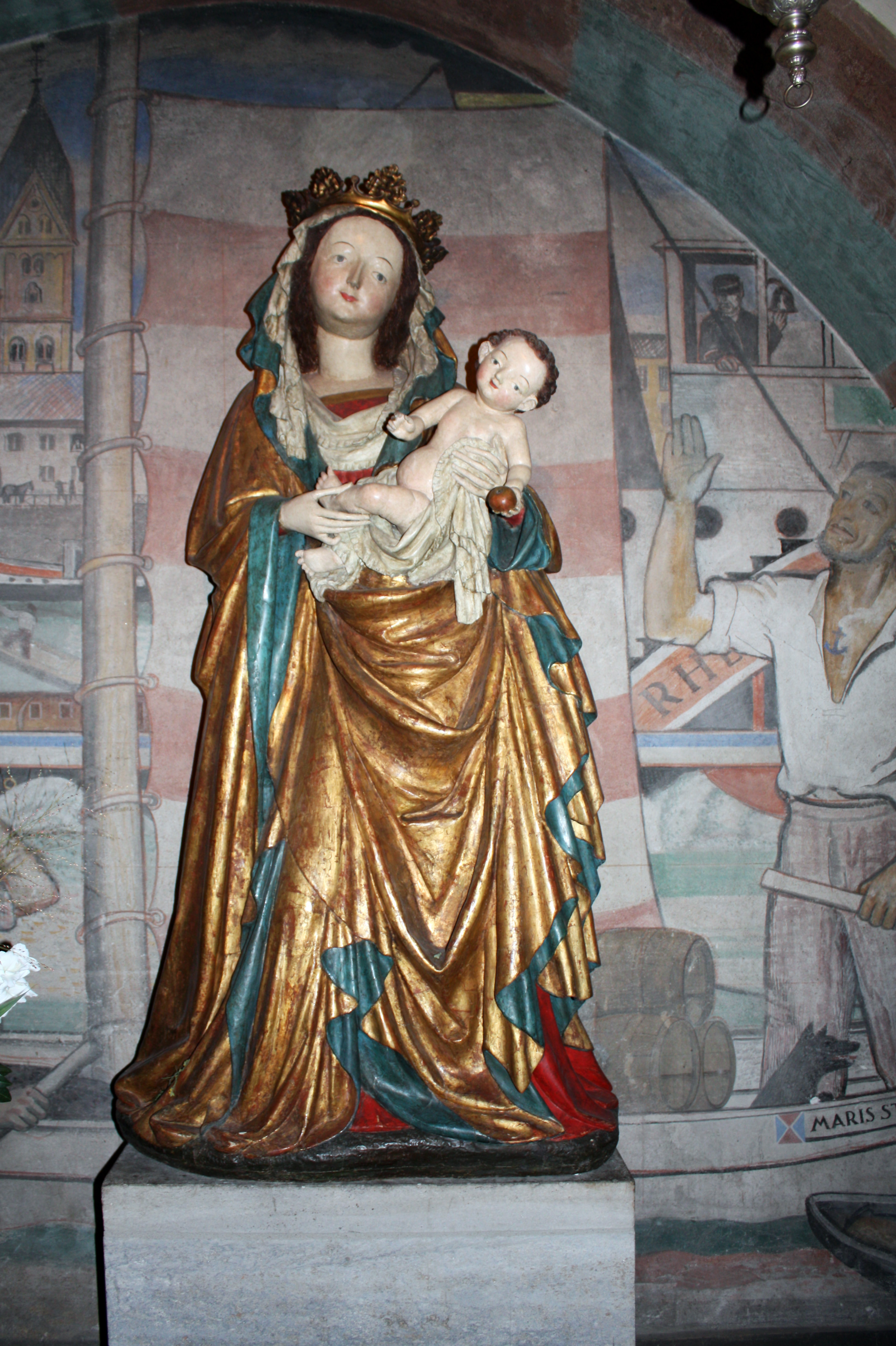
Lodnická Madona